# Zahnhalsiger Schnellkäfer

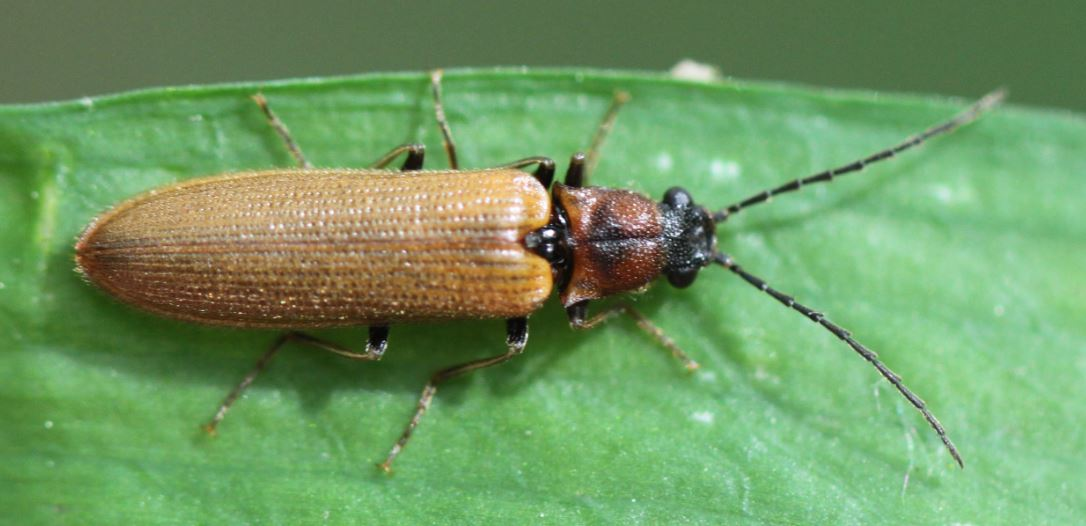
Denticollis linearis, Dorsalansicht

Denticollis linearis, auch als Zahnhalsiger Schnellkäfer bekannt, ist ein Käfer aus der Familie der Schnellkäfer (Elateridae).

## Merkmale
Die schlanken Käfer sind 9–12,5 mm lang. Sie besitzen hervortretende Augen. Die Färbung ist variabel. Der kleine buckelige rot gefärbte Halsschild ist schmäler als die Flügeldecken. Über den Halsschild verläuft mittig eine Längsfurche. Die Flügeldecken sind meist ockergelb oder gelb, manchmal auch schwarz mit gelben Rändern.

## Verbreitung
Denticollis linearis ist eine von 4 Arten der Gattung Denticollis, die in Mitteleuropa vorkommen. Sie ist in Europa weit verbreitet.

## Lebensweise
Die Käfer beobachtet man gewöhnlich im Frühjahr von Mai bis Juni. Man findet sie meist auf Büschen oder auf Blüten. Die räuberischen Larven leben in moderndem Holz von Laubbäumen.

## Taxonomie
In der Literatur finden sich folgende Synonyme:
- Campylus linearis (Linnaeus, 1758)
- Elater linearis Linnaeus, 1758 – ursprüngliche Namenskombination